# Експеримент «Покора»
Експеримент «Покора» (2012) — фільм-драма американського режисера і сценариста Крейга Зобель. У головних ролях — Енн Дауд, Дріма Вокер і Пет Хілі.

## Сюжет
У придорожній фастфуд дзвонить невідомий, який представився працівником поліцейського департаменту. Він звинувачує гарненьку касирку в крадіжці і дає менеджеру ресторану вказівки обшукувати і всіляко морально принижувати дівчину. Вказівки загадкового голосу виконуються з неприхованим ентузіазмом. На перший погляд неправдоподібна історія заснована на реальних подіях.

## У ролях
| Актор          | Роль           |
| -------------- | -------------- |
| Дріма Вокер    | Беккі          |
| Енн Дауд       | Сандра         |
| Пет Хілі       | офіцер Деніелс |
| Білл Кемп      | Вен            |
| Філіп Еттінгер | Кевін          |
| Ешлі Еткінсон  | Марті          |

## Знімальна група
- Режисер — Крейг Зобель
- Сценарист — Крейг Зобель
- Продюсер — Тайлер Девідсон, Софі Лін, Ліза Мускат
- Композитор — Хезер МакІнтош